# Watcharapon Changklungmor
Watcharapon Changklungmor (thailändisch วัชรพล ช่างกลึงเหมาะ, * 30. Juni 1988) ist ein thailändischer Fußballspieler.

## Karriere
Watcharapon Changklungmor stand bis Ende 2016 beim Khon Kaen United FC in Khon Kaen unter Vertrag. 2017 unterschrieb er einen Zweijahresvertrag beim Sukhothai FC. Der Verein aus Sukhothai spielte in der höchsten Liga des Landes, der Thai League. Bis Mitte 2018 absolvierte er 12 Erstligaspiele für Sukhothai. Die Rückserie wurde er an den Zweitligisten Sisaket FC nach Sisaket ausgeliehen. Nach Vertragsende in Sukhothai ging er 2019 zum Drittligisten Nakhon Pathom United FC. Mit dem Verein aus Nakhon Pathom wurde er Ende 2019 Meister der Thai League 3 in der Lower Region und stieg somit in die zweite Liga auf.

## Erfolge
Nakhon Pathom United FC
- Thai League 3 – Lower Region: 2019  ▲